# William Petty, 2. jarl af Shelburne
William Petty, 1. markis af Lansdowne KG PC (født 2. maj 1737 i Dublin, County Dublin, Kongeriget Irland, død 7. maj 1805 i Berkeley Square, Westminster, Middlesex, Det Forenede Kongerige Storbritannien og Irland) (er kendt i britisk og irsk historie som jarlen af Shelburne, en titel, som han havde fra 1761 til 1784) var en britisk–irsk statsmand. Han var premierminister fra 1782 til 1783.

## Premierminister
Shelburne var premierminister fra 4. juli 1782 til 26. marts 1783. Det var i disse måneder, at den amerikanske uafhængighedskrig nærmede sig sin afslutning. Da krigen sluttede med Parisaftalen den 3. september 1783, var Shelburne ikke længere premierminister. 

## Andre politiske poster
Shelburne var minister for det sydlige departement i 1766–1768, og han var Storbritanniens første indenrigsminister i marts–juli 1782.
Shelburne var leder af Overhuset (dvs. regeringens politiske ordfører) fra 4. juli 1782 til 2. april 1783. 
Shelburne var medlem af det britiske underhus i 1760–1761 af og det irske underhus i 1761–1762. Han var handelsminister fra april til september 1763. 
Shelburne var medlem af Overhuset fra 1761 og til sin død. 

## Personlige forhold
Shelburne var oldesøn af økonomen og filosoffen William Petty (1623–1687).